# 三星Galaxy A53 5G
三星Galaxy A53 5G是三星电子作为Galaxy A系列的一部分开发制造的中階安卓智能手机。手机于2022年3月17日与Galaxy A33 5G、Galaxy A73 5G一起在三星Galaxy Unpack活动中发布。

## 規格
手機本身的尺寸為：長159.6公釐（6.28英寸），寬74.8公釐（2.94英寸），厚8.1公釐（0.32英寸），重量為189克（6.7盎司）。電池為不可拆卸的5000mAh鋰離子聚合物電池，揚聲器支持Dolby ATMOS全景聲技術，手機亦通過IP67防水防塵認證，不保留3.5mm耳機孔，支援雙卡雙待及25瓦快速充電，但不支援無線充電。

### 螢幕
A53採用6.5英寸螢幕，採用於顯示屏上方中央開洞以容納前置自拍鏡頭的Infinity-O的設計，面板採用Super AMOLED，解析度為1080×2400，寬高比為20：9，像素密度為405 ppi，刷新率為120hz。支援光學屏下指紋識別功能，指紋錄取數量最多3個。顯示屏保護玻璃採用美國康寧第五代大猩猩玻璃。

### 相機
A53的機背均具備四鏡頭，分別為6400萬畫素的廣角主鏡頭(具OIS光學防抖)、1200萬畫素超廣角、500萬畫素微距、500萬畫素景深鏡頭，支援夜間模式。前置鏡頭為3200萬像素。

### 軟體
所有Galaxy A53出廠預設的作業系統為基於Android 12的One UI 4.1，並提供5年的系統安全更新支援。手機具備三星Knox保安措施，可增強系統安全性。可透過官方更新至Android 15的One UI 7.0。